# Ischnotoma zikani
Ischnotoma zikani är en tvåvingeart som först beskrevs av Alexander 1936.  Ischnotoma zikani ingår i släktet Ischnotoma och familjen storharkrankar. Inga underarter finns listade i Catalogue of Life.